# Zyxel

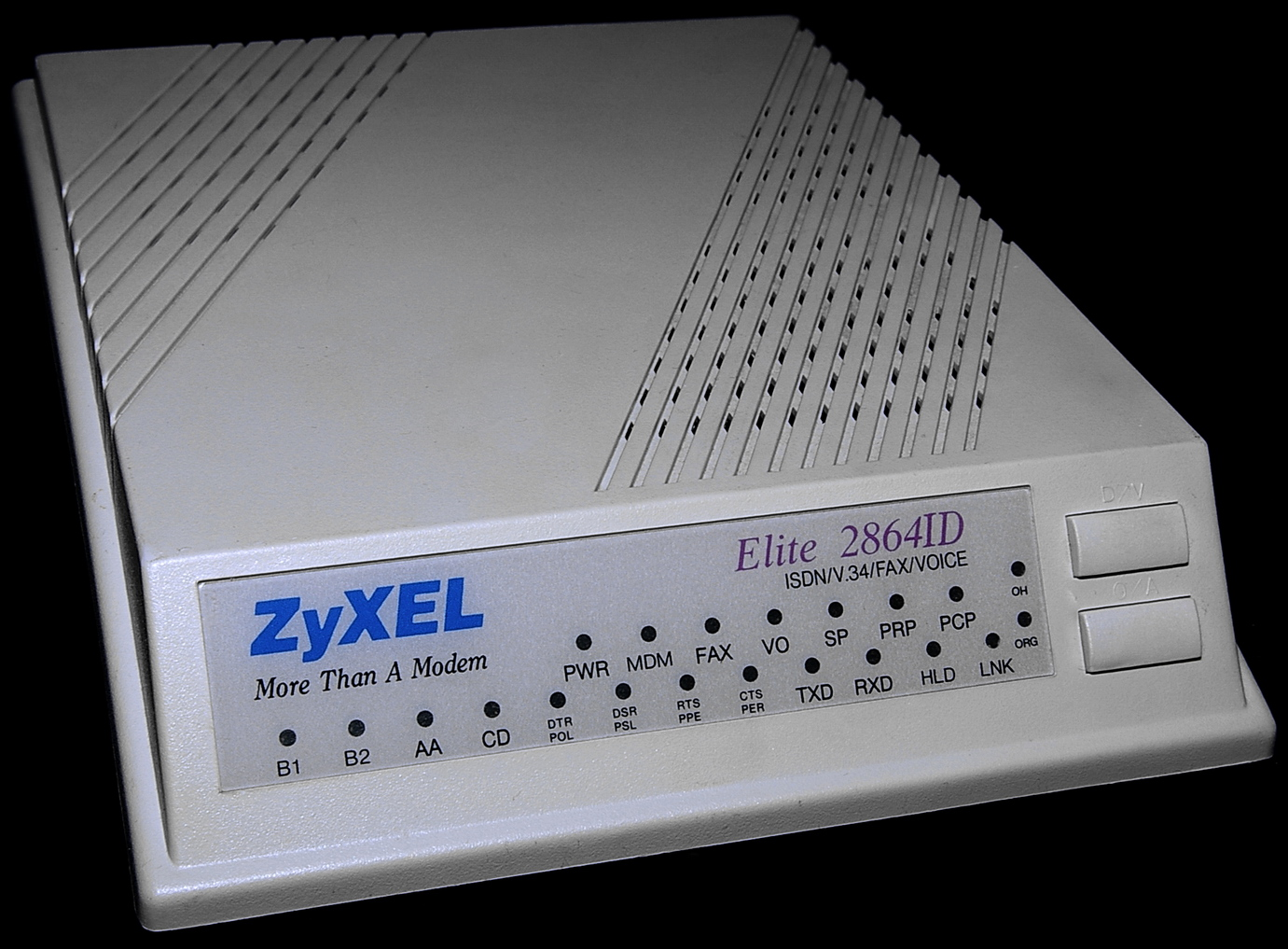
Modem Elite 2864ID von Zyxel für ISDN und V.34, inkl. Anrufbeantworter und Fax, Baujahr ca. 1995

Zyxel Communications Corporation ist ein global tätiges Unternehmen aus dem Bereich Internetzugangs- und Netzwerklösungen. Weltweit hat es rund 700 Mitarbeiter und in mehr als 150 Länder Distributoren. Entwickelt wird in Taiwan, den Vereinigten Staaten und Deutschland.

## Geschichte
Das Unternehmen wurde am 16. August 1989 in Hsinchu, Taiwan gegründet. Neben dem Hauptsitz in Taiwan unterhält Zyxel unter anderem Niederlassungen in Dänemark, Deutschland, Frankreich, den Niederlanden, Norwegen, Schweden, USA, Vereinigtes Königreich, der Volksrepublik China, in Osteuropa und anderen Ländern.
Zyxel beschäftigt weltweit mehr als 700 Mitarbeiter, wobei etwa 25 Prozent im Bereich Forschung und Entwicklung tätig sind. Darüber hinaus reinvestiert Zyxel ca. 6 Prozent des Jahresumsatzes in diesen Bereich.

## Produkte
Zyxel teilt seine Produkte in verschiedenen Zielgruppen auf.
Für Zuhause / Homeoffice:
- WLAN-Produkte wie Access Points, Repeater und Router
- Netzwerkgeräte wie Gigabit Switche
- LTE-, 4G und 5G-NR-Router

Für Startup / kleine Unternehmen
- WLAN-Produkte wie Access Points und Firewall-Router
- Netzwerkgeräte wie Multi-Gigabit Switche, Überspannungsschutz und PoE-Injektoren
- LTE-, 4G und 5G-NR-Router

Für kleine und mittelständische Unternehmen:
- Hardware-Firewalls
- Netzwerkgeräte wie Multi-Gigabit Switche und WLAN-APs
- LTE-, 4G und 5G-NR-Router
- Netzwerkmanagement-Software
- WLAN-Hotspots und Router

Für Industrie- und Großunternehmen:
- Hochleistungs-Firewalls
- Glasfaser und Multi-Gigabit Switche und WLAN-APs
- 5G-NR-Router für Indoor und Outdoor
- Netzwerkmanagement-Software und Sicherheitsüberwachung
- WLAN-Gerätesicherheit und Cybersecurity

Für Service Provider:
- Router und weitere Netzwerkprodukte, die an deren privaten oder gewerblichen Endkunden weitergegeben werden
- Netzwerktechnik für den Einsatz bei Service Provider selber, wie DSLAM und MSAN-Geräte
- Netzwerkmanagement-Software